# Potrzebowo (Rawicz)
Pour les articles homonymes, voir Potrzebowo.
Potrzebowo (prononciation : [pɔtʂɛˈbɔvɔ]) est une localité polonaise de la gmina de Bojanowo dans le powiat de Rawicz de la voïvodie de Grande-Pologne dans le centre-ouest de la Pologne.

## Histoire
De 1975 à 1998, la localité faisait partie du territoire de la voïvodie de Leszno.

Depuis 1999, Potrzebowo est situé dans la voïvodie de Grande-Pologne.